# Salomon Frankfurter (Rabbiner)
Salomon Frankfurter (geboren 17. Mai 1876 in Szobotist, Österreich-Ungarn; gestorben 19. April 1938 in Berlin) war ein ungarisch-deutscher Rabbiner.

## Leben
Salomon Frankfurter war ein Sohn des Rabbiners David Frankfurter und der Katharina Flesch. Sein Vater war Rabbiner und Dajan am Bet ha-Midrasch (Lehrhaus) in Holleschau. Sein älterer Bruder Moritz Frankfurter (1875–1941) wurde Rabbiner in Jugoslawien, er hatte weitere fünf Brüder. Er besuchte die Jeschiwa in Preßburg und machte 1898 das Rabbinerdiplom. Weiterhin besuchte er das Hildesheimer’sche Rabbinerseminar in Berlin und studierte Philosophie und orientalische Sprachen an der Universität Berlin. Anschließend promovierte er 1902 an der Universität Bern zum Doktor der Philosophie mit einer Dissertation über die Mischne Tora des Maimonides. Ab 1906 arbeitete er als Dolmetscher bei der Kaiserlichen Oberpostdirektion in Köln und lehrte von 1907 bis 1913 Geschichte am Jüdischen Lehrerseminar in Köln. Von 1913 bis 1916 wirkte er als Rabbiner und als Religionsschuldirektor in Königsberg in Preußen.
Frankfurter wurde 1916 Rabbiner in Berlin und war 1917 bis 1938 Rabbiner in der Gemeinde der Synagoge Dresdener Straße. Er war Mitglied im Allgemeinen Rabbiner-Verband in Deutschland (ADR). Er edierte den arabischen Urtext des Traktats „Kethubot“ aus Maimonides’ Mishna-Kommentar. Frankfurter konstruierte einen elektrischen Ofen, der es ermöglichte, für den Schabbat Speisen in der vom Religionsgesetz erlaubten Weise zu wärmen.
Frankfurter war mit Amanda Isaacs verheiratet, die Ehe blieb kinderlos. Frankfurters Neffe David Frankfurter studierte Medizin in Frankfurt am Main und verließ nach der Machtübergabe an die Nationalsozialisten 1933 Deutschland, um das Studium in Bern fortzusetzen. Er besuchte seinen Onkel in Berlin und war zutiefst betroffen, dass Salomon Frankfurter auf offener Straße als Jude drangsaliert und attackiert wurde. Dieser Vorfall motivierte David Frankfurter dazu, 1936 in Davos den Schweizer NSDAP/AO-Funktionär Wilhelm Gustloff zu erschießen. Der NS-Propagandist Wolfgang Diewerge publizierte hingegen 1937 die Aussage, die Salomon Frankfurter von der Berliner Polizei abgepresst worden war, wonach ihm weder vor noch „nach der Machtgreifung, auch nicht nach der Mordtat in Davos, ein Unrecht oder eine Belästigung persönlicher Art zugefügt worden“ sei.
Frankfurter starb 1938. Die Umstände seines Ablebens wurden nicht bekannt, seine in Jugoslawien lebenden Geschwister vermuteten, dass Frankfurter in Konzentrationslagerhaft starb. Frankfurter ist auf dem Jüdischen Friedhof Weißensee beerdigt.

### Veröffentlichungen
- Mose ben Maimûni's Mischna-Kommentar zum Traktat Kethuboth (Abschnitt 1 und 2) arabischer Urtext auf Grund von zwei Handschriften zum ersten Male herausgegeben mit verbesserter hebräischer Übersetzung des Jacob ibn Abbasi, Einleitung, deutscher Übersetzung, nebst kritischen und erläuternden Anmerkungen, Bern, Universität, Dissertation, 1902, veröffentlicht durch Itzkowski, Berlin, 1903.